# Estação Ecológica Rio Acre
A estação ecológica Rio Acre é uma unidade de conservação de proteção integral brasileira. Com uma área de 77,500 ha, a estação ocupa parte do território dos municípios de Assis Brasil e Sena Madureira, fazendo fronteira com o Peru, no Acre. Ela foi através do Decreto Federal Nº 86.061, de criada em 2 de junho de 1981. Sua administração cabe atualmente ao Instituto Chico Mendes de Conservação da Biodiversidade (ICMBio).

## Aspectos físicos e biológicos
A vegetação é caracterizada como floresta ombrófila aberta de terras baixas, existindo na área florestas abertas de palmeiras e de bambus. Nas proximidades das margens do Rio Acre são encontradas as embaúbas, plantas consideradas pioneiras e que se desenvolvem quase como uma floresta homogênea, dominando a paisagem em vários trechos.

## Fauna
Ocorrem espécies como jabuti (Geochelone denticulata) , tartaruga (Podocnemis expansa), jacaré-açu (Melanosuchus niger), sagüi-leãozinho , sagüi-de-bigode-branco, capivara (Hydrochoerus hydrochoeris), garça-parda, socó, taquari, entre outros.

## Pressões e ameaças
A estação ecológica Rio Acre está sob pressão e ameaça de:
- Extração de madeira
- Caça ilegal